# Papuasoniscus lutaoensis
Papuasoniscus lutaoensis is een pissebed uit de familie Platyarthridae. De wetenschappelijke naam van de soort is voor het eerst geldig gepubliceerd in 1996 door Jeon & Kwon.